# 河口恭吾 ブートラジオ
河口恭吾 ブートラジオ（かわぐちきょうご ブートラジオ）は、ミュージックバードおよび、MUSIC BIRD for COMMUNITYを通じて一部のコミュニティ放送局で放送されているラジオ番組。

## 概要
シンガーソングライター河口恭吾と「ブートチャンネル」制作ディレクターのUMUがお送りする番組。YouTube「ブートチャンネル」との連動番組。
2023年6月24日の最終回をもって放送終了。

## タイムテーブル
- スーパーデジログブラザーズ
- ブートチャンネル
- 21:55 - 22:00 防災・防犯インフォメーション

## コミュニティ放送局のネット状況
2021年7月現在。
| 放送地域 | 放送局名                                    | 周波数  | 備考                             |
| -------- | ------------------------------------------- | ------- | -------------------------------- |
| 北海道   | エフエムわっぴー（稚内市）                  | 76.1MHz |                                  |
| 北海道   | FMいるか（函館市）                          | 80.7MHz |                                  |
| 北海道   | FM ABASHIRI（網走市）                       | 78.7MHz |                                  |
| 北海道   | FM JAGA（帯広市）                           | 77.8MHz |                                  |
| 北海道   | FMくしろ（釧路市）                          | 76.1MHz | 日曜 17:00 - 18:00放送           |
| 青森県   | FMごしょがわら G.Radio （五所川原市）       | 76.7MHz |                                  |
| 岩手県   | 奥州エフエム（奥州市）                      | 77.8MHz |                                  |
| 岩手県   | みやこハーバーラジオ（宮古市）              | 82.6MHz |                                  |
| 岩手県   | FM One（花巻市）                            | 78.7MHz |                                  |
| 岩手県   | FMねまらいん（大船渡市）                    | 87.5MHz |                                  |
| 宮城県   | OCR FM835（Bikki-FM）（大崎市）             | 83.5MHz |                                  |
| 宮城県   | FMいわぬま（岩沼市）                        | 77.9MHz |                                  |
| 宮城県   | なとらじ801（名取市）                       | 80.1MHz |                                  |
| 秋田県   | 秋田コミュニティー放送（秋田市）            | 76.5MHz |                                  |
| 秋田県   | FMゆーとぴあ（湯沢市）                      | 76.3MHz |                                  |
| 秋田県   | ラジオおおだて（大館市）                    | 81.4MHz |                                  |
| 山形県   | エフエムい〜じゃん おらんだラジオ（長井市） | 77.7MHz |                                  |
| 山形県   | FM NCV おきたまGO!（米沢市）                | 83.4MHz |                                  |
| 福島県   | FM 愛'S（会津若松市）                       | 76.2MHz | 日曜 18:00 - 19:00放送           |
| 福島県   | ウルトラFM（須賀川市）                      | 86.8MHz |                                  |
| 茨城県   | たかはぎFM 高萩市）                         | 76.8MHz |                                  |
| 茨城県   | FMひたち（日立市）                          | 82.2MHz |                                  |
| 茨城県   | FMぱるるん（水戸市）                        | 76.2MHz |                                  |
| 茨城県   | FMかしま（鹿嶋市）                          | 76.7MHz |                                  |
| 茨城県   | FMうしくうれしく放送（牛久市）              | 85.4MHz |                                  |
| 栃木県   | FMもおか（真岡市）                          | 87.4MHz |                                  |
| 群馬県   | ラヂオななみ（玉村町）                      | 77.3MHz |                                  |
| 千葉県   | かずさFM（木更津市）                        | 83.4MHz |                                  |
| 東京都   | 調布エフエム放送（調布市）                  | 83.8MHz | 水曜 20:00 - 21:00放送           |
| 東京都   | エフエム世田谷（世田谷区）                  | 83.4MHz |                                  |
| 神奈川県 | FMブルー湘南（横須賀市）                    | 78.5MHz |                                  |
| 神奈川県 | エフエム戸塚（横浜市戸塚区）                | 83.7MHz |                                  |
| 神奈川県 | 湘南マジックウェイブ（大磯町）              | 85.6MHz |                                  |
| 新潟県   | RADIO CHAT（新潟市秋葉区）                  | 76.1MHz |                                  |
| 新潟県   | FMピッカラ（柏崎市）                        | 76.3MHz |                                  |
| 新潟県   | RADIO AGATT（新発田市）                     | 76.9MHz |                                  |
| 新潟県   | FMゆきぐに（南魚沼市）                      | 76.2MHz |                                  |
| 新潟県   | エフエムとおかまち（十日町市）              | 78.3MHz |                                  |
| 新潟県   | FMみょうこう（妙高市）                      | 78.5MHz |                                  |
| 富山県   | ラジオたかおか（高岡市）                    | 76.2MHz |                                  |
| 富山県   | エフエムとなみ（砺波市）                    | 76.9MHz | 月曜 13:00 - 13:55放送           |
| 石川県   | ラジオこまつ（小松市）                      | 76.6MHz |                                  |
| 福井県   | 福井街角放送（福井市）                      | 77.3MHz |                                  |
| 山梨県   | エフエム八ヶ岳（北杜市）                    | 82.2MHz |                                  |
| 山梨県   | FMふじやま（富士河口湖町）                  | 77.6MHz |                                  |
| 山梨県   | エフエムふじごこ（富士吉田市）              | 76.8MHz |                                  |
| 長野県   | FMさくだいら（佐久市）                      | 76.5MHz | 第3・4・5週のみ放送              |
| 岐阜県   | FM PiPi（多治見市）                         | 76.3MHz |                                  |
| 静岡県   | 富士山GOGOエフエム（御殿場市）              | 86.3MHz |                                  |
| 静岡県   | FM Haro!（浜松市）                          | 76.1MHz |                                  |
| 静岡県   | マリンパル（静岡市清水区）                  | 76.3MHz |                                  |
| 静岡県   | ボイス・キュー（三島市）                    | 77.7MHz |                                  |
| 静岡県   | FMなぎさステーション（伊東市）              | 76.3MHz |                                  |
| 静岡県   | g-sky76.5（島田市）                         | 76.5MHz |                                  |
| 愛知県   | やしの実FM（豊橋市）                        | 84.3MHz |                                  |
| 愛知県   | FM EGAO（岡崎市）                           | 76.3MHz |                                  |
| 三重県   | いなべFM（いなBee）（いなべ市）             | 86.1MHz |                                  |
| 滋賀県   | Rocket's785（草津市）                       | 78.5MHz |                                  |
| 京都府   | FMいかる（綾部市）                          | 76.3MHz | 土曜 18:00 - 19:00放送           |
| 京都府   | FM丹波（福知山市）                          | 79.0MHz |                                  |
| 奈良県   | FMハイホー（三郷町）                        | 81.4MHz |                                  |
| 大阪府   | FM-HANAKO（守口市）                         | 82.4MHz | 2022年4月より同時ネット          |
| 大阪府   | FM千里（豊中市）                            | 83.7MHz |                                  |
| 岡山県   | エフエムゆめウェーブ（笠岡市）              | 79.2MHz |                                  |
| 広島県   | エフエムおのみち79.4（尾道市）              | 79.4MHz |                                  |
| 広島県   | エフエムはつかいち（廿日市）                | 76.1MHz |                                  |
| 広島県   | FMちゅーピー（広島市）                      | 76.6MHz |                                  |
| 山口県   | COME ON! FM （下関市）                      | 76.4MHz |                                  |
| 山口県   | しゅうなんFM （周南市）                     | 78.4MHz |                                  |
| 山口県   | FMスマイルウェ〜ブ（山陽小野田市）          | 89.7MHz |                                  |
| 香川県   | FM SUN（坂出市）                            | 76.1MHz | 第2週以降は放送                  |
| 香川県   | FM81.5（高松市）                            | 81.5MHz |                                  |
| 愛媛県   | FMラヂオバリバ（今治市）                    | 78.9MHz |                                  |
| 愛媛県   | ハロー! ニュー新居浜FM（新居浜市）          | 78.0MHz |                                  |
| 福岡県   | FM八女（八女市）                            | 80.1MHz | 市民制作番組などで休止の場合あり |
| 福岡県   | スターコーンFM（築上町）                    | 76.7MHz |                                  |
| 福岡県   | FMたんと（大牟田市）                        | 79.3MHz |                                  |
| 長崎県   | Happy!FM（佐世保市）                        | 87.3MHz |                                  |
| 長崎県   | FMひまわり（南島原市）                      | 87.6MHz |                                  |
| 大分県   | エフエムさいき（佐伯市）                    | 78.9MHz |                                  |
| 大分県   | NOAS FM（中津市）                           | 76.4MHz |                                  |
| 宮崎県   | サンシャインFM（宮崎市）                    | 76.1MHz |                                  |
| 宮崎県   | FMひゅうが（日向市）                        | 76.7MHz |                                  |
| 鹿児島県 | FMさつませんだい（薩摩川内市）              | 87.1MHz |                                  |
| 沖縄県   | FMいしがき サンサンラジオ（石垣市）         | 76.1MHz |                                  |
| 沖縄県   | エフエムみやこ（宮古島市）                  | 76.5MHz |                                  |

従来途中飛び乗り・途中飛び降り・非ネットの局でも、当該ネット局（のある地域）からの公開生放送や地元に関係する出演者が登場する場合に臨時フルネットあるいは臨時ネットする場合がある。

### 以前ネットしていた局
- FMアップル（北海道札幌市豊平区）
- エフエムジャイゴウェーブ（青森県田舎館村）
- エフエム椿台（秋田県秋田市）
- FMはなび（秋田県大仙市）
- ハーバーラジオ（山形県酒田市）
- FMポコ（福島県福島市）
- SEA WAVE FMいわき（福島県いわき市）
- FM OZE（群馬県沼田市）
- FMチャッピー（埼玉県入間市）
- 発するFM（埼玉県三芳町）
- ふくろうFM（千葉県八千代市）
- FM-J（新潟県上越市）
- City-FM（富山県富山市）
- エフエム甲府（山梨県甲府市）
- エルシーブイFM769（長野県諏訪市）
- FMらら（岐阜県可児市）
- エフエムみっきぃ（兵庫県三木市）
- エフエムいずも（島根県出雲市）
- えびすFM（佐賀県佐賀市）
- 壱岐エフエム（長崎県壱岐市）
- FMしまばら（長崎県島原市）
- かっぱFM（熊本県八代市）
- FM791（熊本県熊本市）
- シティエフエム都城（宮崎県都城市）
- FMのべおか（宮崎県延岡市）
- FMニライ（沖縄県嘉手納町）